# Prosymna meleagris
Espèce
Synonymes
- Calamaria meleagris Reinhardt, 1843

Statut de conservation UICN

 LC  : Préoccupation mineure
Prosymna meleagris est une espèce de serpents de la famille des Lamprophiidae.

## Répartition
Cette espèce se rencontre :
- au Sénégal ;
- en Gambie ;
- en Guinée ;
- en Sierra Leone ;
- au Liberia ;
- en Côte d'Ivoire ;
- au Ghana ;
- au Togo ;
- au Bénin ;
- au Cameroun.

## Publication originale
- Reinhardt, 1843 : Beskrivelse af nogle nye Slangearter. Det Kongelige Danske videnskabernes Selskabs Skrifter, vol. 10, p. 233-279 (texte intégral).